# Le fil (película de 2024)
Le Fil (literal, El hilo) es una película de drama francesa coescrita, dirigida y protagonizada por Daniel Auteuil y estrenada en 2024. Junto a Auteil, el guion se realizó en colaboración con Steven Mitz. Se trata de una adaptación de Le Livre de Maître Mô, un libro de las experiencias judiciales del abogado penalista y bloguero francés Jean-Yves Moyart. Auteuil interpreta a un viejo abogado de oficio (letrado contratado por el Estado para defender a personas sin recursos) cuyo objetivo no es otro que defender a un cliente acusado del asesinato de su esposa. La película tuvo su estreno mundial en la sección Especial (Special Screenings) del 77º Festival de Cine de Cannes el 21 de mayo de 2024. Se estrenó en cines el 11 de septiembre de 2024 por la distribuidora Zinc. 

## Trama
Jean Monier, un abogado de larga experiencia, acepta defender a un cliente llamado Nicolas Milik, acusado de asesinar a su esposa. En realidad, el caso le tocaba a su pareja, también letrada, pero para aliviarle en su cansancio le sustituirá en un caso endiablado. Mientras intenta demostrar la inocencia de su cliente, Monier se ve cada vez más involucrado en el caso. La fiscal acusa a su cliente de colaboración necesaria en el asesinato de la mujer, alcohólica profunda, mientras que un amigo del protagonista es acusado de dar muerte a la víctima. Durante el juicio con jurado, que durará tres largas jornadas, se van dilucidando los principales motivos de la muerte de la mujer. Por desgracia, al terminar la primera jornada, fallece el principal encausado y los ojos de la acusación se dirigen hacia Milik, que también es padre de dos niños. En el alegato final, la abogada de los menores, solicita la libertad del acusado, al igual que el maître Monier, abogado defensor. La abogada general o fiscal de la causa solicita una pena de 30 años de cárcel.

## Elenco
- Daniel Auteuil : maître Jean Monier
- Grégory Gadebois : Nicolas Milik
- Sidse Babett Knudsen : maître Annie Debret
- Alice Belaïdi : abogada general Adèle Houri
- Suliane Brahim : maître Judith Goma
- Gaëtan Roussel : Roger Marton
- Isabelle Candelier : presidenta Violette Mangin
- Florence Janas : Laure Marton
- Aurore Auteuil : Audrey Girard
- Charlie Nelson : anticuario